# Noegus petrusewiczi
Noegus petrusewiczi là một loài nhện trong họ Salticidae.
Loài này thuộc chi Noegus. Noegus petrusewiczi được Lodovico di Caporiacco miêu tả năm 1947.